# Espécimen tipográfico

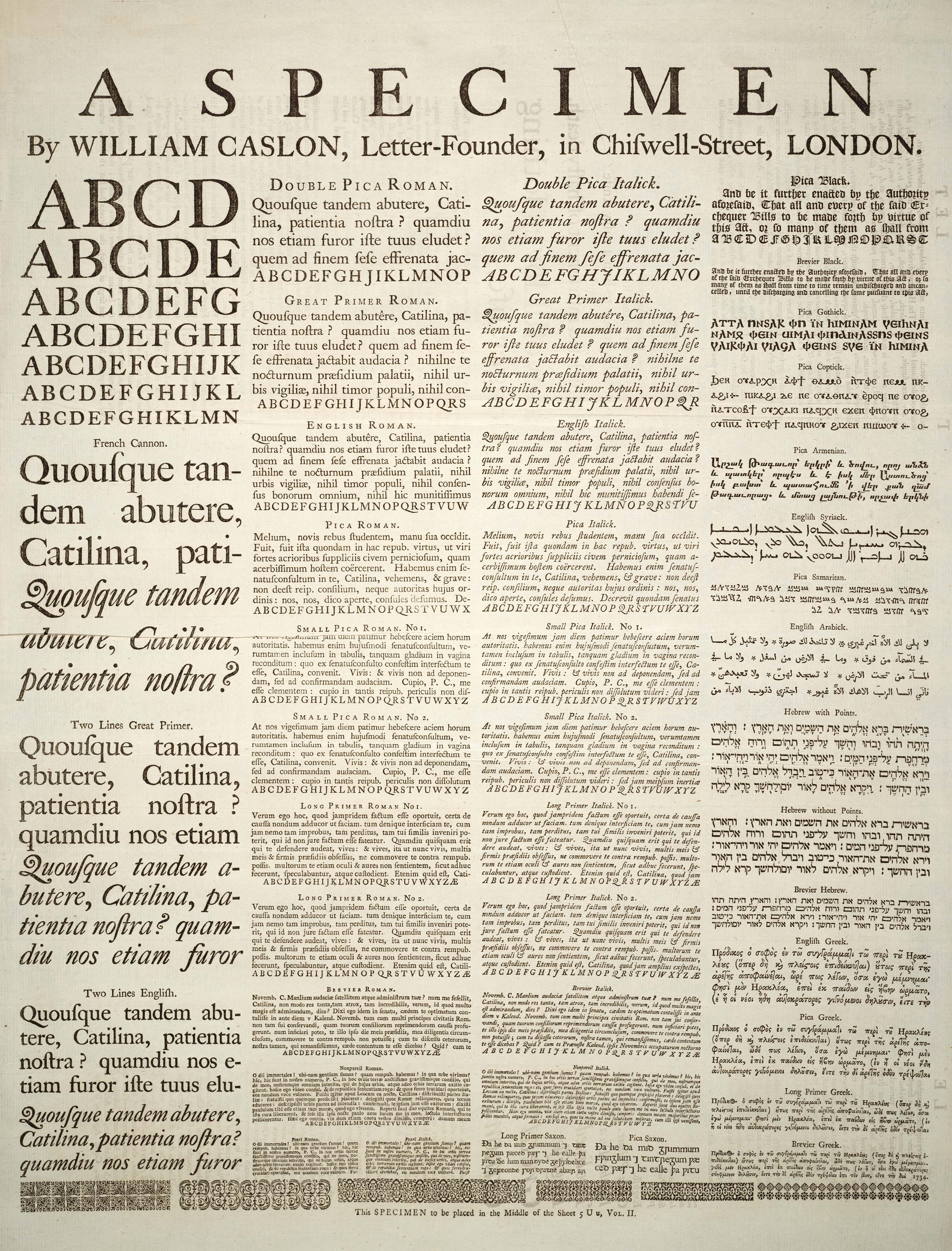
Espécimen de William Caslon (1734)

Un espécimen tipográfico es una publicación en donde se presenta una familia tipográfica, detallando de cuales cuerpos consiste. Este espécimen puede ser usado por diseñadores gráficos y tipógrafos para juzgar en particular cómo se comporta la familia en una página impresa, y para decidir su uso y/o compra correspondiente. Un espécimen tipográfico usualmente contiene textos en diferentes tamaños o punto tipográfico, diferentes situaciones de diseño y maquetación también con variaciones en diferentes lenguajes.
El espécimen se puede interpretar como un folleto de venta o brochure, donde los tipos son presentados de forma atractiva. Según diferentes criterios, el espécimen puede mostrar cómo se comportan los tipos en diferentes párrafos y tamaños, títulos, capiteles y caracteres especiales. Por otra parte, es importante en ocasiones que el espécimen comunique el tono de los tipos, y en este caso las elecciones de color, estilo de diseño e incluso las frases usadas como demostración son igualmente importantes que su muestrario técnico. Desde los años 90 se ha ido instalando esta tendencia de juego en los especímenes, dando novedosos resultados que exceden el uso instrumental originario.
En el caso de tipos para títulos, los especímenes suelen diseñarse de una manera diferente a aquellos más pensados para representar bloques de texto continuo. En el primer caso se exalta la propiedad inherentemente gráfica de los tipos como elemento de diseño y aptitudes formales, y en el segundo caso la atención esta puesta en detalles propios del trabajo de maquetación: fluidez de la lectura, densidad de los caracteres, capacidades de espaciado entre caracteres y entre palabras, límites de interlineado, etc.
Igualmente, para ambos tipos de tipos, es de importancia señalar la capacidad que cada uno tiene en cuanto a caracteres especiales se refiere, sobre todo en lo que respecta a los necesarios para la escritura en otros idiomas: letras con tilde, eñe, diéresis, etc.

## Historia
Editores y Empresas diseñadoras de tipos han publicado especímenes tipográficos desde la invención de los tipos móviles. Un espécimen conocido es el de William Caslon (1692–1766) que data del año 1734.

## Presente
Las empresas diseñadoras de tipos siguen publicando especímenes tipográficos en forma impresa actualmente, aunque la publicación digital en formato PDF se ha convertido en la norma. Algunas empresas ofrecen ambos tipos de ediciones.
Últimamente se está adoptando e incursionando en muestrarios animados y audiovisuales de las familias tipográficas. Esto es útil para demostrar otra faceta de los tipos, en un ámbito cada vez más presente en todo tipo de medios, como lo son la animación tipográfica y los gráficos en movimiento.
Paralelamente, se han implementado especímenes en formato de sitios electrónicos interactivos que permiten su modificación en tiempo real, mientras se ven reflejados los cambios, adaptándose a una grilla o maqueta donde se aprecia cómo responden.